# شنة بارامية
شنة بارامية (الاسم العلمي: Channa baramensis) هي نوع من الأسماك تتبع جنس الشنة من فصيلة الشنات.